# ألان برانش
ألان برانش (بالإنجليزية: Alan Branch)‏ هو لاعب كرة قدم أمريكية أمريكي، ولد في 29 ديسمبر 1984 في ريو رانتشو في الولايات المتحدة.

## وصلات خارجية
- ألان برانش على موقع مرجع كرة القدم المحترفة.كوم (الإنجليزية)
- ألان برانش على موقع كلية كرة القدم في سبورتس رفرنس.كوم (الإنجليزية)